# Neo Geo Pocket
Neo Geo Pocket — це монохромна портативна ігрова консоль, випущена SNK. Це була перша портативна система компанії, яка входить до складу сімейства Neo Geo. Вона дебютувала у Японії наприкінці 1998 року, і була в продажі виключно в Японії та для менших азійських ринків, таких як Гонконг.
Neo Geo Pocket вважається невдалою консоллю. Менші продажі, ніж очікувалося, призвели до завершення її продажів в 1999 році, і її відразу ж змінили на Neo Geo Pocket Color, кольорову систему, що дозволила консолі легше конкурувати з домінуючою портативною системою Game Boy Color, яка побачила західний випуск. Незважаючи на те, що система випускалася протягом короткого терміну, в ній були такі ігри, як Samurai Showdown та King of Fighter R-1.